# Teorema de la pizza

8 sectores: área amarilla = área púrpura

Demostración sin palabras para 8 sectores, por Carter & Wagon (1994a).

En geometría elemental, el teorema de la pizza indica la igualdad de dos áreas que surge cuando se divide un círculo de determinada manera.

## Planteamiento
Sea p un punto interior de un círculo, y n un número que sea divisible por 4 y mayor o igual que 8. Crear n  sectores de círculo con ángulos iguales, eligiendo una línea arbitraria a través de p, rotando la recta n2 − 1 veces en un ángulo de 2πn radianes, y cortando el disco en cada una de las líneas n2 resultantes. Numerar los sectores consecutivamente en sentido horario o antihorario. El teorema de la pizza establece que:
La suma de las áreas de los sectores impares es igual a la suma de las áreas de los sectores pares (Upton, 1968).
El teorema de la pizza es llamado así porque imita una técnica tradicional de cortado de una pizza. Muestra que, si dos personas comparten una pizza rebanada de esta manera tomando rebanadas alternas, cada una de ellas obtendrá la misma cantidad de pizza.

## Historia
El teorema de la pizza fue propuesto originalmente como un problema de ingenio por Upton (1968). La solución publicada a este problema, por Michael Goldberg, utilizaba la manipulación directa de expresiones algebraicas para determinar las áreas de los sectores.Carter y Wagon (1994a) proporcionó una prueba alternativa basada en una disección, mostrando cómo dividir los sectores en piezas más pequeñas para que cada pieza en un sector impar tenga una pieza congruente en un sector par y viceversa.Frederickson (2012) proporcionó una familia de pruebas de disección para todos los casos (en los cuales el número de sectores sea 8, 12, 16, ...).

## Generalizaciones

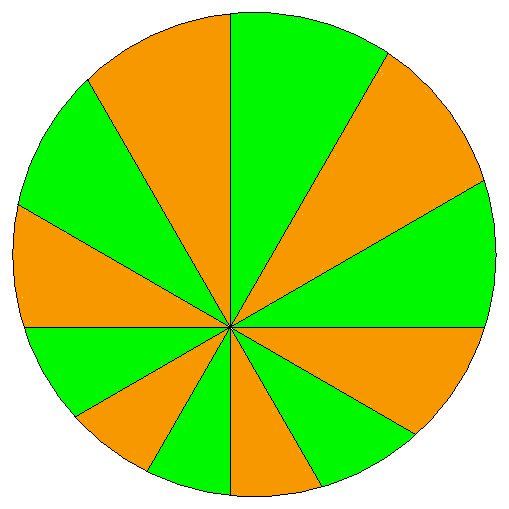
12 sectores: el área verde = el área naranja

El requisito de que el número de sectores sea un múltiplo de cuatro es imprescindible: como demostró Don Coppersmith, dividir un disco en cuatro sectores, o un número de sectores que no es divisible por cuatro, en general no produce áreas iguales.Mabry y Deiermann (2009) respondió a un problema de Carter y Wagon (1994b) al proporcionar una versión más precisa del teorema que determina cuál de los dos conjuntos de sectores tiene mayor área en los casos en que las áreas son desiguales. Específicamente, si el número de sectores es 2 (mod 8) y ningún corte pasa a través del centro del disco, entonces el subconjunto de cortes que contiene el centro tiene un área más pequeña que el otro subconjunto, mientras que si el número de sectores es 6 (mod 8) y ningún corte pasa a través del centro, entonces el subconjunto de rebanadas que contiene el centro tiene un área más grande. No es posible un número impar de sectores con cortes en línea recta, y un corte en el centro provoca que los dos subconjuntos sean iguales independientemente del número de sectores.Mabry y Deiermann (2009) también observó que, cuando la pizza se divide de manera uniforme, también lo es su corteza (la corteza puede interpretarse como el perímetro del disco o el área entre el límite del disco y un círculo más pequeño que tiene el mismo centro, con el punto de corte situado en el interior de este último), y dado que los discos delimitados por ambos círculos están divididos uniformemente, esta es su diferencia. Sin embargo, cuando la pizza se divide de manera desigual, el comensal que obtiene la mayor cantidad de pizza obtiene la menor parte de la corteza.
Como nota Hirschhorn et al. (1999), una división igual de la pizza también conduce a una división igual de sus ingredientes, siempre y cuando cada uno se distribuya en un disco (no necesariamente concéntrico con toda la pizza) que contenga el punto central p de la división en sectores.

## Resultados relacionados
Hirschhorn et al. (1999) demostró que una pizza rebanada de acuerdo con el teorema de la pizza, en un número n de sectores con ángulos iguales donde n es divisible por cuatro, también se puede compartir por igual entre n/4 personas. Por ejemplo, una pizza dividida en 12 sectores puede ser compartida por igual por tres personas y por dos; sin embargo, para acomodar a cinco comensales, una pizza debería dividirse en 20 sectores.Cibulka et al. (2010) y Knauer, Micek y Ueckerdt (2011) estudian en teoría de juegos el caso de elegir rebanadas de pizza libremente para garantizar obtener una cantidad mayor, un problema planteado por Dan Brown y Peter Winkler. En la versión del problema que estudiaron, una pizza se corta radialmente (sin la garantía de sectores de ángulos iguales) y dos comensales eligen alternativamente pedazos de pizza adyacentes a un sector ya comido. Si los dos comensales intentan maximizar la cantidad de pizza que comen, el comensal que toma la primera rebanada puede garantizarse una porción de 4/9 de la pizza total, y existe una rebanada de la pizza para que no pueda llevarse más. El problema de la división justa o corte de pasteles considera juegos similares en los que diferentes jugadores tienen distintos criterios de cómo miden el tamaño de su parte; por ejemplo, un comensal puede preferir obtener la mayor cantidad de tomate, mientras que otro comensal puede preferir obtener la mayor cantidad de queso.